# Lawson (Missouri)
Lawson é uma cidade localizada no estado americano de Missouri, no Condado de Clay e Condado de Ray.

## Demografia
Segundo o censo americano de 2000, a sua população era de 2336 habitantes.
Em 2006, foi estimada uma população de 2399, um aumento de 63 (2.7%).

## Geografia
De acordo com o United States Census Bureau tem uma área de
7,4 km², dos quais 7,2 km² cobertos por terra e 0,2 km² cobertos por água. Lawson localiza-se a aproximadamente 321 m acima do nível do mar.

## Localidades na vizinhança
O diagrama seguinte representa as localidades num raio de 12 km ao redor de Lawson.